# Quattro Imperatori (One Piece)
I Quattro Imperatori (四皇?, Yonkō) sono un gruppo presente nel manga One Piece di Eiichirō Oda; essi compaiono anche nella serie televisiva anime e nelle altre opere derivate.
Considerati i pirati più potenti del mondo di One Piece, a capo delle rispettive ciurme dominano il Nuovo Mondo come dei veri e propri sovrani e sono i più vicini al titolo di Re dei pirati; assieme alla Marina e alla Flotta dei Sette formano inoltre uno dei tre grandi poteri che equilibrano il mondo di One Piece. Nonostante la sua importanza, tuttavia, il gruppo non è basato su regole precise: ciascuno degli Imperatori, infatti, agisce in piena libertà e talvolta anche in contrasto uno con l'altro.
All'inizio della storia il gruppo è formato da Shanks, Edward Newgate, Charlotte Linlin e Kaido; dopo la morte di Barbabianca il suo posto viene preso da Marshall D. Teach e, in seguito agli avvenimenti di Tottoland, Monkey D. Rufy viene nominato "quinto Imperatore" pur non facendo ufficialmente parte del gruppo. Dopo essere stati sconfitti a Wa anche Big Mom e Kaido perdono il loro titolo venendo sostituiti da Rufy e Bagy.

## Shanks
Shanks (シャンクス?, Shankusu) è il primo degli Imperatori a comparire nella storia, conosciuto come "il Rosso" (赤髪?, Akagami, lett. "capelli rossi") per via dei suoi capelli. Amante dell'avventura e profondamente convinto dell'importanza dei sogni e dell'amicizia, è colui che ha spinto Rufy a prendere il mare come pirata, facendosi promettere che si sarebbero rincontrati quando il ragazzo fosse diventato il nuovo Re dei pirati e donandogli inoltre il suo cappello di paglia come pegno della promessa. Tale cappello era in passato di Gol D. Roger, sulla cui nave Shanks ha viaggiato come mozzo assieme a Bagy. Ottimo spadaccino, è in grado di padroneggiare i tre tipi di ambizione alla perfezione.

### Pirati del Rosso
I pirati del Rosso (赤髪海賊団?, Akagami kaizoku-dan), conosciuti anche come ciurma di Shanks (シャンクスの味?, Shankusu no ichimi), sono i pirati capitanati da Shanks. Come il loro capitano si dimostrano uomini allegri e spensierati, ma sanno rivelarsi anche dei combattenti formidabili; si vedono per la prima volta al villaggio di Foosha con un Rufy ancora bambino. Il commodoro Brandnew li definisce come la ciurma più unita e, in termini di forza, la più equilibrata tra le odierne ciurme dei quattro imperatori. La nave ammiraglia è la Red Force (レッド・フォース号?, Reddo Fōsu-gō), una nave dalla polena rappresentante un drago, cosa che le dà un aspetto vagamente simile a un drakkar.
- Benn Beckman (ベックマン ベン?, Bekkuman Ben)[4] è il vicecapitano della ciurma. Oda lo definisce un genio e la persona più intelligente di tutto il Mare Orientale[5]. Annienta da solo con il suo fucile la banda di masnadieri che aveva rapito Rufy e insistentemente offeso la ciurma di Shanks. A Marineford tiene sotto tiro l'ammiraglio Kizaru, che invece di contrattaccare obbedisce all'ordine di non muoversi. È doppiato in giapponese da Kazuyuki Sogabe (ep. 4) e Aruno Tahara (ep. 151+) e in italiano da Claudio Ridolfo (ep. 151), Giorgio Bonino (ep. 279) e Luca Ghignone (ep. 488); nell'adattamento di Netflix è interpretato da Laudo Liebenberg.
- Lucky Lou (ラッキー・ルウ?, Rakkī Rou)[4][N 1] è il luogotenente della ciurma. È molto abile e veloce a maneggiare la pistola: dimostra tale abilità quando fredda un masnadiere, che aveva minacciato Shanks, sparandogli un colpo alla testa senza che egli si accorgesse della sua presenza. Ha sempre in mano un cosciotto di pollo ed ha una costituzione molto pingue[6]. È doppiato in giapponese da Jin Domon e in italiano da Stefano Albertini (ep. 4-151), Riccardo Peroni (ep. 279); nell'adattamento di Netflix è interpretato da Ntlanhla Morgan Kutu.
- Yasop (ヤソップ?, Yasoppu) è il cecchino della ciurma e il padre di Usop[7]. Fu incoraggiato dalla moglie a lasciare il villaggio per andare in cerca di avventure quando il figlio era ancora un neonato[8] e venne reclutato da Shanks[9]. È, a detta di Oda, il miglior cecchino del mondo e come arma usa un moschetto. È doppiato in giapponese da Michitaka Kobayashi e in italiano da Marcello Cortese, Gianluca Iacono (ep. 279); nell'adattamento di Netflix è interpretato da Stevel Marc, e doppiato in italiano da Sacha Pilara.[10]

## Edward Newgate
Edward Newgate (エドワード 二ューゲート?, Edowādo Nyūgēto), conosciuto anche come Barbabianca (白ひげ?, Shirohige, traducibile in italiano anche in "Baffibianchi"), è il capitano dei pirati di Barbabianca. Molto alto e muscoloso con dei grossi baffi bianchi a forma di mezzaluna, malgrado l'età avanzata (settantadue anni) e le precarie condizioni di salute fino alla sua morte viene considerato l'uomo più potente del mondo nonché il più vicino allo One Piece, anche perché si è dimostrato l'unico degno rivale di Gol D. Roger, del quale era anche amico. Ha mangiato il frutto Paramisha Gura Gura (グラグラの実 ?, Gura Gura no Mi), che gli consente di creare violente vibrazioni che si propagano in ogni mezzo; possiede inoltre tutti e tre i tipi di Ambizione e come arma utilizza un grosso bisento appartenente alle Wazamono supreme. Tiene molto a tutta la sua ciurma, al punto di considerare ogni membro o alleato come un figlio adottivo, e crede fermamente che ogni uomo debba vivere con dignità e umanità considerando il tradimento il più grave dei crimini; contrariamente a molti pirati, interessati solo alle ricchezze, il suo desiderio più grande è sempre stato quello di avere una famiglia. Al momento della sua morte la sua taglia ammonta a 5.046.000.000 berry.
Nato nel Nuovo mondo, Newgate rimase orfano da ragazzino a seguito delle scorrerie che pirati e criminali commettevano impunemente essendo il suo villaggio troppo povero per permettersi la protezione del Governo: proprio per questo, una volta imbarcatosi su una nave pirata a sua volta, iniziò a inviare tutti i suoi guadagni al suo paese guadagnandosi la fama di pirata disinteressato al denaro. Successivamente fece parte per un certo periodo dei pirati Rocks e a seguito della loro sconfitta per mano di Roger e del viceammiraglio Monkey D. Garp creò una sua ciurma, con la quale divenne uno dei pirati più potenti del mondo. Anni dopo naufragò nel paese di Wa dove conobbe Kozuki Oden che, dopo un'iniziale reticenza, si unì alla ciurma assieme a Izo, Cane-tempesta, Gatto-vipera e alla futura moglie Toki; quattro anni dopo Newgate permise a Oden e ai compagni, seppur controvoglia, di abbandonare la ciurma per unirsi a quella di Roger nel suo viaggio finale: Izo fu l'unico a rimanere. Poco dopo che Roger ebbe conquistato la Rotta maggiore i due si incontrarono per l'ultima volta: il Re dei pirati si offrì di rivelargli la posizione di Raftel ma Barbabianca rifiutò, preferendo scoprire il significato della D.. Newgate pose quindi sotto la sua protezione l'isola degli uomini-pesce in nome dell'amicizia con re Nettuno in modo da fermare le ruberie dei pirati e circa vent'anni dopo conobbe Portuguese D. Ace, intenzionato a ucciderlo per farsi un nome: dopo averlo sconfitto gli propose di unirsi alla sua ciurma, scoprendo poi che era il figlio di Roger. Anni dopo, quando Marshall D. Teach decide di uccidere il capitano della quarta flotta Satch per appropriarsi del frutto Dark Dark, Ace si lancia al suo inseguimento ma viene sconfitto e consegnato alla Marina: Barbabianca si mobilita quindi per salvarlo scatenando una guerra alla quale si unisce anche Rufy, giunto assieme ad alcuni compagni per salvare il fratello. La guerra si conclude però con la morte sia di Ace, ucciso dall'ammiraglio Akainu, che di Barbabianca, ucciso da Teach che si appropria anche del potere del frutto Gura Gura. I loro corpi vengono recuperati da Shanks, giunto per fermare la guerra, e seppelliti sull'isola natale di Barbabianca. È doppiato da Kinryū Arimoto e Ryūzaburō Ōtomo (episodio 962+) e in italiano da Riccardo Peroni (ep. 151), Raffaele Farina (ep. 316), ? (ep. 422) e Marco Balbi (ep. 461+).

### Ciurma di Barbabianca
I pirati di Barbabianca (白ひげ海賊団?, Shirohige kaizoku-dan) sono la ciurma pirata capitanata da Edward Newgate. Essa conta 1600 uomini suddivisi in sedici flotte o divisioni; ognuna di esse ha quindi un centinaio di uomini ed è comandata da un subordinato di Barbabianca di alto grado. In aggiunta i pirati di Barbabianca potevano contare sull'appoggio di numerose altre ciurme subordinate che costituivano la flotta di Barbabianca. I pirati di Barbabianca sono noti per tenere in grande considerazione i loro compagni e per il loro alto livello di cameratismo; lo stesso Barbabianca considera tutti i suoi sottoposti e tutti i suoi alleati come figli ed è disposto a vendicarli nel caso qualcuno li uccida. Partecipano alla battaglia di Marineford, ma vengono sconfitti. Un anno dopo la battaglia, i pirati di Barbabianca, guidati da Marco, attaccano la ciurma di Barbanera. Vengono però sconfitti duramente e da quel momento i capitani delle varie divisioni iniziano a vivere nell'ombra. Di questa ciurma hanno fatto parte anche Marshall D. Teach, Kozuki Oden, Amatsuki Toki, Cane-tempesta e Gatto-vipera. La nave ammiraglia della ciurma è la Moby Dick (モビーディック号?, Mobī Dikku-gō), una nave di grandi dimensioni la cui polena rappresenta il muso di una balena bianca, distrutta dall'ammiraglio Akainu durante la battaglia di Marineford; il nome e l'aspetto della nave sono tratti dalla balena protagonista dell'omonimo libro di Herman Melville.

#### Marco
Marco (マルコ?, Maruko) è il comandante della prima flotta di Barbabianca, nonché medico della ciurma. Sulla sua testa pende una taglia di 1.374.000.000 berry. È un tipo paziente, calmo, sicuro di sé e un po' arrogante, che solitamente non lascia trasparire alcuna emozione. Ha mangiato il frutto Zoo Zoo mitologico Avis Avis, modello fenice (トリトリの実 モデル 不死鳥?, Tori Tori no Mi, Moderu Fenikusu), che lo trasforma, appunto, in una fenice; da ciò deriva il suo soprannome, "Marco la fenice" (不死鳥マルコ?, Fushichō Maruko). Marco non può essere ferito da attacchi diretti che distruggono il suo corpo, dato che può rigenerare le parti attaccate col fuoco, come la fenice si rigenera dalle sue ceneri; in più, può attaccare ricoprendo il suo corpo di fiamme blu fino ad assumere le sembianze di una fenice e, una volta trasformato, è anche in grado di volare. Le fiamme hanno anche poteri curativi, e possono essere utilizzate per sanare ferite e acciacchi di altre persone. A Marineford Marco ingaggia un breve scontro con Kizaru e salva Rufy da un attacco di Aokiji. Nel pieno della battaglia, distratto dopo essersi accorto del peggiorare delle ferite di Barbabianca, viene ammanettato con l'agalmatolite dal viceammiraglio Onigumo e viene quindi ferito da Kizaru. Più tardi, grazie all'aiuto di Mr. 3, riesce a liberarsi dalle manette e a rigenerare le sue ferite. Al termine della battaglia si incarica di seppellire insieme a Shanks i corpi di Barbabianca e Ace su un'isola del Nuovo Mondo. Un anno dopo la guerra di Marineford, Marco guida la restante flotta di Barbabianca contro la ciurma di Barbanera in cerca di vendetta, ma è sconfitto. Successivamente si stanzia nel vecchio villaggio di Barbabianca, dove utilizza i suoi poteri per curare gli abitanti. Durante il raid su Onigashima, impedisce ai Pirati di Big Mom di entrare a Wano per impedire loro di interferire con la battaglia decisiva dei Pirati di Cappello di paglia contro i Pirati delle Cento Bestie, e in seguito fronteggia King e Queen. È doppiato in giapponese da Masakazu Morita e in italiano da Davide Albano, Claudio Moneta (ep. 151), Paolo De Santis (ep. 316, 773).

#### Portuguese D. Ace
Portuguese D. Ace (ポートガス・D・エース?, Pōtogasu D. Ēsu) è il comandante della seconda flotta di Barbabianca. Figlio naturale del re dei pirati Gol D. Roger e fratello maggiore adottivo di Monkey D. Rufy, muore tra le braccia di quest'ultimo durante la battaglia di Marineford per mano dell'ammiraglio Akainu. Possiede il frutto Rogia Foco Foco, col quale è in grado di trasformarsi in fuoco.

#### Jaws
Jaws (ジョズ?, Jozu) è il comandante della terza flotta. È silenzioso e taciturno. Ha ingerito il frutto Paramisha Kira Kira (キラキラの実?, Kira Kira no Mi) che gli permette di trasformare il suo corpo in diamante, e ciò gli è valso il suo soprannome, "Diamond Jaws" (ダイヤモンド・ジョズ?, Daiyamondo Jozu). Dimostra anche una micidiale forza fisica in quanto riesce a bloccare un fendente di Mihawk e a sollevare un colossale iceberg a mani nude e a scagliarlo contro i marines; questo, però, viene sciolto facilmente dall'ammiraglio Akainu grazie al suo potere di sprigionare magma dal corpo. Durante la battaglia, attacca Crocodile ma viene bloccato da Do Flamingo. Successivamente paga cara la disattenzione cagionata dal ferimento di Barbabianca e Marco: Aokiji, contro cui stava combattendo, ne approfitta per congelarlo mettendolo fuori combattimento e causandogli la perdita del braccio destro. È doppiato in giapponese da Takashi Nagasako e in italiano da Marco Pagani.

#### Vista
Vista (ビスタ?, Bisuta) è il comandante della quinta flotta di Barbabianca. È un abilissimo spadaccino, soprannominato "Spada fiorita" (花剣?, Kaken). Prende parte alla battaglia di Marineford, combattendo prima contro il viceammiraglio Ronse e poi, incitato da Marco a proteggere Rufy, contro Mihawk, riuscendo a tenergli testa con le sue due spade. Interrotto lo scontro, Vista protegge Rufy dagli attacchi della Marina per permettergli di raggiungere il patibolo e liberare Ace. In seguito all'uccisione di Ace per mano di Akainu, attacca l'ammiraglio insieme a Marco, senza tuttavia riuscire a ferirlo. È doppiato in giapponese da Masaya Takatsuka e in italiano da Massimiliano Lotti.

#### Izo
Izo (イゾウ?, Izou) è il comandante della sedicesima flotta di Barbabianca; ha una taglia di 510 milioni di berry. Originario del Paese di Wa, è il fratello maggiore di Kikunojo ed erede della scuola di ballo Hanayanagi (花柳流?, Hanayanagi-ryū); rimasto orfano, si unì insieme al fratello ai seguaci di Kozuki Oden, nel periodo in cui quest'ultimo andava affermandosi a Wa, fino a divenire un suo vassallo insieme ai Foderi Rossi. Seguì Oden sulla nave di Barbabianca, inizialmente per convincerlo a tornare a Wa; sebbene in un primo momento avesse preso in antipatia Newgate, dopo che lui, Oden, Toki, Cane-tempesta e Gatto-vipera furono accettati nella ciurma, cambiò radicalmente opinione decidendo di restarvi anche dopo che il suo signore e i suoi compagni si unirono a Gol D. Roger. Indossa un kimono e un trucco pesante che lo fanno assomigliare a una geisha. A Marineford, lo si vede combattere sia con due pistole che con una spada. Dopo circa trent'anni, fa ritorno a Wa, ricongiungendosi al fratello e ai vecchi compagni nello scontro contro Kaido, venendo sconfitto insieme a loro dopo un estenuante combattimento. Dopo essersi ripreso affronta gli agenti della CP0 per impedire che attacchino Rufy, ma nonostante riesca a neutralizzarne uno muore nello scontro. È doppiato in giapponese da Yūsei Oda e in italiano da Matteo Zanotti.

#### Altri membri della ciurma di Barbabianca
- Satch (サッチ?, Satchi) era il comandante della quarta flotta di Barbabianca. Quando trovò il frutto Dark Dark venne ucciso a tradimento da Teach, che lo desiderava anch'egli. Nel romanzo dedicato a Ace viene affermato che Satch era il principale cuoco di bordo della nave di Barbabianca[32]. È doppiato da Mitsuaki Madono e in italiano da Dario Oppido.
- Bramenko[30] (ブラメンコ?, Buramenko) è il comandante della sesta flotta di Barbabianca. Ha delle tasche sotto il mento che derivano dal frutto del diavolo Tasca Tasca[33] che ha ingerito e in cui ripone un grosso martello che utilizza in combattimento. È doppiato da Keiji Hirai e in italiano da Riccardo Peroni.
- Rakuyou[30] (ラクヨウ?) è il comandante della settima flotta di Barbabianca. Combatte usando una catena alla quale è attaccata una palla di ferro appuntita, la quale sembra in grado di mordere l'avversario[34]. Durante la battaglia di Marineford affronta Kizaru. È doppiato da Takahiro Fujimoto e in italiano da Andrea Bolognini.
- Namyuul[30] (ナミュール?, Namyūru) è il comandante dell'ottava flotta di Barbabianca. È un uomo-pesce di tipo squalo e un esperto di arti marziali. È doppiato da Daisuke Matsubara e in italiano da Gianluca Iacono.
- Blenheim (ブレンハイム?, Burenhaimu) è il comandante della nona flotta di Barbabianca. Quando Newgate dà ordine di ritirarsi, Blenheim si occupa di portare al sicuro Jaws, ancora congelato e privo di sensi dopo il suo scontro con Aokiji. È doppiato da Dario Oppido.
- Curiel (クリエル?, Kurieru) è il comandante della decima flotta di Barbabianca. Combatte con due pistole e a volte con due cannoni, che porta a tracolla dietro la schiena. Partecipa alla battaglia di Marineford dove ha una discussione, e in seguito combatte, con Gekko Moria[35]. Al termine dello scontro viene visto privo di forze ai piedi di Akainu, il quale lo ha bruciato con uno dei suoi colpi. È doppiato da Kōhei Fukuhara e in italiano da Marco Pagani.
- Kingdew[30] (キングデュー?, Kingudeyū) è il comandante dell'undicesima flotta di Barbabianca. È un uomo grosso e muscoloso, dotato di grande forza fisica. È doppiato da Hiromu Miyazaki e Pietro Ubaldi.
- Halta[30] (ハルタ?, Haruta) è il comandante della dodicesima flotta di Barbabianca. Combatte usando una sciabola. È doppiato da Junko Noda e Renata Bertolas. Venne per lungo tempo considerato l'unica donna al comando di una flotta di Barbabianca[senza fonte], finché Oda non smentì l'equivoco confermando che tutti i comandanti erano uomini[36].
- Atomos (アトモス?, Atomosu), soprannominato "Il bufalo d'acqua" (水牛?, Suigyū), è il comandante della tredicesima flotta di Barbabianca. Combatte con due grosse spade. Prende parte alla battaglia di Marineford, ma Donquijote Do Flamingo prende il controllo del suo corpo, utilizzandolo contro la sua stessa flotta. È doppiato in giapponese da Kōhei Fukuhara e Kenji Hamada (ep. 485+) e in italiano da Mario Zucca.
- Speed Jil[30] (スピード・ジル?, Supīdo Jiru) è il comandante della quattordicesima flotta di Barbabianca. Combatte usando una lancia e uno scudo ed è in grado di muoversi a velocità impressionante. È doppiato da Yūsuke Numata e in italiano da Francesco Orlando.
- Fossa[30] (フォッサ?) è il comandante della quindicesima flotta di Barbabianca. Impugna una katana e può ricoprirne la lama di fiamme. Si unisce a Jinbe e agli altri comandanti per proteggere Barbabianca, ed è lui a rivelare che sia il suo capitano che Shanks posseggono l'Ambizione del re. È doppiato da Kōichi Nagano e in italiano da Sergio Romanò.

### Alleati di Barbabianca

#### Little Odr Jr.
Little Odr Jr. (リトルオーズJr.?, Ritoru Ōzu Jr.), chiamato Ozu Jr. nella versione italiana dell'anime, è un discendente di Odr e, come questi, appartiene ad una stirpe di giganti quattro volte più grandi dei normali giganti. La sua taglia ammonta a 550 milioni di berry. È un alleato di Barbabianca. In passato Ace gli costruì un kasa, con il quale il gigante poté ripararsi dal sole e dalla pioggia. Interviene nella battaglia di Marineford per tentare di salvare il suo amico Ace, ma è attaccato da Orso Bartholomew, Donquijote Do Flamingo, che riesce a tagliargli la gamba destra, e Gekko Moria. Sebbene versi in condizioni critiche, si riprende in tempo per aiutare Barbabianca nella sua impresa di liberare Ace. In seguito viene di nuovo abbattuto dai cannoni della Marina. È doppiato da Keiji Hirai.

#### Squardo
Squardo (スクアード?, Sukuādo) è un alleato di Barbabianca, capitano dei pirati dell'Aracnovortice (大渦蜘蛛海賊団?, Ō uzu gumo kaizoku-dan). Sulla sua testa pende una taglia di 210 milioni di berry. Il nome della ciurma che comanda deriva dal suo soprannome, "Il pirata aracnovortice" (海賊大渦蜘蛛ス?, Kaizoku ōuzugumo). Ingannato da Sengoku e Akainu nel credere che Barbabianca avrebbe negoziato con la Marina il rilascio di Ace in cambio delle teste dei suoi 43 capitani alleati, a Marineford Squardo trafigge Barbabianca con la sua lunga spada, credendo così di guadagnarsi il perdono per sé e per la propria ciurma. Squardo capisce l'inganno solo dopo essere caduto nella trappola, cadendo nello sconforto più totale; Barbabianca, tuttavia, lo abbraccia affermando di volergli bene ugualmente. In seguito cerca di riscattarsi, portando la sua nave sulla terra e cercando di raccogliere i pirati di Barbabianca e portarli in salvo dai marine. È doppiato in giapponese da Seiji Sasaki e in italiano da Mario Zucca.

## Charlotte Linlin
Charlotte Linlin (シャーロット?, Shārotto Rinrin), nota soprattutto come Big Mom (ビッグ・マム?, Biggu Mamu), è l'unica donna dei Quattro Imperatori, capitano dei pirati di Big Mom, nonché matriarca della famiglia Charlotte e regina di Tottoland. È una gigantesca donna di 68 anni caratterizzata da un appetito pantagruelico e uno smisurato amore per i dolci. Quando Big Mom esige un determinato dolce e non lo ottiene perde la ragione e comincia a distruggere e divorare ogni cosa intorno a sé, arrivando ad uccidere anche i suoi stessi figli. Nonostante la crudeltà, coltiva il sogno di rendere Tottoland un luogo in cui ogni razza del mondo possa vivere libera da segregazioni e discriminazione; l'unica razza con cui non intrattiene rapporti sono i giganti. Big Mom ha ottenuto il potere del frutto Paramisha Soul Soul (ソルソルの実?, Soru Soru no Mi), che le permette di manipolare le anime: grazie a quest'abilità è in grado di rimuovere l'anima dalle persone solo toccandole, completamente o parzialmente accorciando loro la vita. È in grado di inserire i frammenti di anime altrove, che siano oggetti inanimati o altri esseri viventi, rendendoli così in grado di parlare e muoversi come gli uomini; queste creazioni prendono il nome di Homeys (ホーミーズ?, Hōmīzu). Big Mom ha creato quattro Homeys speciali utilizzando la sua anima: il proprio cappello Napoleon (ナポレオン?, Naporeon), la nuvola Zeus (ゼウス?, Zeusu), un sole chiamato Prometheus (プロメテウス?, Purometeusu) e una nuvola chiamata Hera (ヘラ?). Grazie a questi ultimi riesce a generare delle vere e proprie tempeste: tale potere ha diffuso la diceria che sarebbe in grado di controllare i fenomeni atmosferici. La sua taglia ammonta a 4.388.000.000 berry.

Copertina del volume 87 del manga, raffigurante parte della ciurma di Big Mom. Da sinistra, in primo piano: Perospero, Katakuri e Oven; in secondo piano: Daifuku, Mont d'Or, Smoothie, Galette e Brulee; dietro: Pekoms, Tamago, Compote e Streusen. Sopra a tutti si trova Charlotte Linlin "Big Mom", assieme a Zeus, Prometheus e Napoleon.

Abbandonata da piccola su Erbaf dai propri genitori a causa delle sue dimensioni venne accolta da Carmel (カルメル?, Karumeru), una suora che gestiva un orfanotrofio dove accudiva bambini di ogni razza: ella notò tanto il carattere dolce della bambina quanto la sua forza smisurata, che raramente riusciva a controllare. Un giorno, in preda a un raptus per la fame, Linlin uccise Jorl, uno dei capi del villaggio dove abitavano ed ex-capitano pirata, rovinando per sempre i suoi rapporti con i giganti e costringendo Carmel, in realtà una trafficante intenzionata a venderla al Governo, e gli altri bambini dell'orfanotrofio a trasferirsi in un altro luogo. Qui, durante la festa per il compleanno di Linlin, Carmel e gli altri bambini scomparvero improvvisamente. Linlin, avendo gli occhi pieni di lacrime di gioia, non si accorse di ciò che successe realmente trovandosi così inspiegabilmente abbandonata: è implicito che avesse divorato Carmel e gli altri bambini, come prova il fatto che dopo dimostri di possedere i poteri del frutto del diavolo della suora. Venne accolta da Streusen, cuoco ed ex pirata, che la spinse a diventare una piratessa per realizzare il suo sogno di creare un paese dove tutti si potessero sentire accettati. In seguito fece parte dei pirati Rocks assieme a Kaido e Barbabianca e entrò in conflitto con Roger, che la superò nel raggiungere Raftel. Divenuta imperatrice, dopo la morte di Barbabianca pone sotto la sua protezione l'Isola degli uomini-pesce in cambio di dieci tonnellate di dolciumi mensili: Rufy, dopo la sconfitta dei nuovi pirati uomini-pesce, mangia la quota di quel mese attirando le ire di Big Mom. Accordatasi con i Vinsmoke per far sposare Sanji a sua figlia Pudding lo fa rapire e portare a Tottoland: qui, durante il ricevimento per il matrimonio, viene attaccata da un'alleanza tra Capone Bege, Jinbe e Rufy, giunto sull'isola per salvare Sanji: nonostante il loro piano non funzioni riescono a fuggire, con grande scorno dell'imperatrice. Questa si lancia quindi all'inseguimento di Rufy giungendo al paese di Wa dove, dopo una temporanea perdita di memoria che permette ai sottoposti di Kaido di catturarla, si allea con quest'ultimo per eliminare il giovane pirata. Durante l'assalto di Onigashima affronta assieme a Kaido le supernove Rufy, Roronoa Zoro, Eustass Kidd, Killer e Trafalgar Law; dopo che questi riescono a separare i due imperatori, affronta i soli Kidd e Law, uscendone sconfitta. È doppiata in giapponese da Toshiko Fujita (ep. 571) e Mami Koyama (ep. 786+) e in italiano da Cristina Giolitti e da bambina da Elisa Giorgio.

### Famiglia Charlotte
La famiglia Charlotte (シャーロット家?, Shārotto-ke) è un clan matriarcale guidato da Big Mom e composto da 129 persone: 43 mariti, 46 figli e 39 figlie. Tale famiglia è il nucleo della ciurma di Big Mom e l'imperatrice continua a fare sposare i suoi figli e le sue figlie con famiglie molto potenti in modo da aumentare la propria sfera d'influenza. Big Mom è solita rapire i suoi mariti e li fa allontanare dopo avere avuto figli, di conseguenza non si preoccupa di nessuno di loro, e li considera estranei dalla famiglia; alcuni dei suoi figli sembrano condividere questo suo punto di vista.

#### Charlotte Perospero
Charlotte Perospero (シャーロット·ペロスペロー?, Shārotto Perosuperō) è il primo figlio di Big Mom e il Ministro delle caramelle (キャンディ 大臣?, Kyandi daijin). La sua taglia è di 700 milioni di berry. Individuo sadico, si è cibato del frutto Paramisha Slurp Slurp (ペロペロの実?, Pero Pero no Mi) che gli permette di modellare le caramelle in ogni forma che vuole e anche di controllarle a distanza; se una persona viene intrappolata nelle caramelle muore dopo tre minuti e diventa commestibile. Punto debole del suo potere è il calore, in quanto è in grado di sciogliere le sue creazioni. Su ordine di Big Mom, utilizza i suoi poteri per costruire un enorme laboratorio identico a quello di Caesar Clown su Punk Hazard. Minaccia poi Caesar di trasformarlo in una caramella se non rispetterà la scadenza di due settimane per preparare il siero in grado di rendere le persone in giganti. Tenta di uccidere i Vinsmoke durante il ricevimento del tè per poi provare a impedire la fuga degli avversari. Dopo il crollo del castello dice alla madre, in preda ad una crisi, che la ciurma di Cappello di paglia le ha rubato la torta nuziale di riserva, e si getta con lei al loro inseguimento. Giunti alla Sunny viene intercettato da Pedro, che si sacrifica facendosi esplodere per tentare di eliminarlo, causandogli solo la perdita di un braccio. Una volta a Wa è l'unico dei figli dell'imperatrice a riuscire a raggiungere Onigashima, scampando ad un attacco di Marco: dopo aver sconfitto Carrot e Wanda con relativa facilità viene sfidato da Gatto-vipera, che riesce a sconfiggerlo vendicando la morte di Pedro. È doppiato in giapponese da Yūya Uchida e in italiano da Andrea Salierno.

#### Charlotte Katakuri
Charlotte Katakuri (シャロット・カタクリ?, Shārotto Katakuri) è il secondo figlio di Big Mom nonché Ministro della farina (粉大臣 ?, Kona daijin) e uno dei tre Generali dei dolci; sulla sua testa pende una taglia di 1.057.000.000 berry. A detta di Brulee non solo non è mai stato sconfitto ma addirittura non è mai stato atterrato. Ha una bocca molto larga e irta di zanne che tiene sempre nascosta da una sciarpa e che scopre solo quando deve mangiare: in questi momenti si isola completamente, arrivando ad uccidere chiunque lo veda anche solo per sbaglio. Freddo e solitario, in pubblico mostra un atteggiamento molto posato e raffinato mentre nel privato si rivela goloso senza alcun ritegno tanto quanto Big Mom; nonostante ciò ha un grande senso della lealtà e dell'onore verso gli avversari che ritiene degni di merito. Possiede i poteri del frutto Paramisha Mochi Mochi (餅餅の実?, Mochi Mochi no Mi), di cui riesce ad utilizzare anche il risveglio, che gli consente di produrre dal suo corpo del mochi che usa per intrappolare e percuotere i suoi avversari; se bagnato, tuttavia, il mochi diviene inefficace. Utilizza come armi una lancia a tridente e spesso anche delle caramelle, che può lanciare con una forza tale da provocare danni o ferite gravi; ha inoltre sviluppato la sua Ambizione della percezione al punto da permettergli di vedere brevemente nel futuro: grazie a ciò riesce a prevedere con estrema precisione gli attacchi avversari e a modificare il proprio corpo grazie al suo frutto del diavolo rendendosi praticamente intangibile anche qualora l'avversario usasse l'Ambizione dell'armatura, a condizione però che sia calmo; è inoltre in grado di utilizzare anche gli altri due tipi di Ambizione. Durante il matrimonio tra Sanji e Pudding tenta di fermare il piano messo in atto da Capone Bege ma fallisce; in seguito prova a catturare i fuggitivi per poi dirigersi alla Thousand Sunny: lì viene affrontato da Rufy, che lo porta con sé nel mondo degli specchi di Brulee. Nonostante l'intervento della sorella minore, Katakuri esce sconfitto a causa anche del potenziamento dell'Ambizione della percezione di Rufy. È doppiato in giapponese da Tomokazu Sugita e in italiano da Mattia Bressan.

#### Charlotte Brulee
Charlotte Brulee (シャーロット・ブリュレ?, Shārotto Buryure) è l'ottava figlia di Big Mom. È una donna di mezza età, alta e magra, dall'aspetto spaventoso molto simile a quello di una strega. Si mostra molto sadica con le ragazze più belle ed avvenenti, ma è anche abbastanza maldestra e infatti in molte occasioni è stata catturata e sfruttata per i suoi poteri, derivati dal frutto Paramisha Mirror Mirror (ミラミラの実?, Mira Mira no Mi) che ha ingerito: il suo frutto del diavolo l'ha resa una "donna-specchio", con la capacità di creare uno specchio artificiale con cui può riflettere qualsiasi cosa. Può creare l'esatto riflesso di una persona e può riflettere l'attacco del medesimo nemico per poi scagliarglielo contro. Può anche intrappolare i nemici all'interno di una dimensione chiamata mondo degli specchi. Attacca Rufy nel Bosco ammaliatore, imitandolo e mettendolo in seria difficoltà. Dopo aver imprigionato Chopper e Carrot all'interno del mondo degli specchi, tenta di catturare Nami, ma grazie a Pound questa si libera e costringe Brûlée a ritirarsi. All'interno del mondo degli specchi continua a combattere contro Chopper e Carrot ed è infine sconfitta. Dopo averla presa prigioniera, sfruttando i suoi poteri Chopper e Carrot sono in grado di spostarsi a piacimento per il mondo degli specchi e di affiorare in qualsiasi specchio dell'isola, recuperando così i vari membri della ciurma. Viene successivamente coinvolta nel piano orchestrato da Capone per eliminare Big Mom ma, a seguito del suo fallimento, è recuperata dal fratello Katakuri. Assiste allo scontro tra Rufy e Katakuri, soccorrendo quest'ultimo dopo la sua sconfitta. È doppiata in giapponese da Yūko Mita e in italiano da Maura Marenghi.

#### Charlotte Cracker
Charlotte Cracker (シャーロット・クラッカー ?, Shārotto Kurakkā), soprannominato "Cracker dalle mille braccia" (千手のクラッカー?, Senju no Kurakkā) è il decimo figlio di Big Mom nonché il Ministro dei biscotti (ビスケット大臣?, Bisuketto daijin) e uno dei tre Generali dei dolci. Uomo abbastanza violento, impulsivo e spietato, ha un fisico minuto e prestante, sebbene si presenti più spesso con il suo aspetto enorme e squadrato, conferitogli dal potere del suo frutto del diavolo. Cracker ha infatti ingerito il frutto Paramisha Bisco Bisco (ビスビスの実?, Bisu Bisu no Mi), che gli permette di generare biscotti in quantità illimitata e utilizzarli a proprio piacimento; data la loro estrema durezza, ne fa uso soprattutto a scopo difensivo, creando scudi, armature o veri e propri soldati viventi, ma quando vengono bagnati diventano fragili e commestibili. In combattimento usa inoltre una grossa spada e uno scudo enorme a forma di cracker. Sulla sua testa pende una taglia di 860 milioni di berry. Dopo la sconfitta di Snack ha battuto il responsabile della disfatta di quest'ultimo, la supernova Urouge. Quando la ciurma di Cappello di paglia arriva alla base di Big Mom, si reca nella Foresta della seduzione di Whole Cake Island per aiutare sua sorella Brulee contro Rufy e Nami; dopo che il ragazzo di gomma gli impedisce di uccidere Pound, inizia un duro scontro con lui; dopo ben undici ore di lotta, durante le quali Rufy riesce a divorare, grazie all'aiuto di Nami, tutti i soldati creati da Cracker, quest'ultimo viene sconfitto da Cappello di paglia e scagliato lontano. È doppiato in giapponese da Takuya Kirimoto e in italiano da Francesco Mei.

#### Charlotte Chiffon
Charlotte Chiffon (シャーロット・シフォン?, Shārotto Shifon) è la ventiduesima figlia di Big Mom nonché la moglie della supernova Capone Bege, da cui ha avuto un figlio, Pez. È la sorella gemella di Laura e ricopre il ruolo di Ministro dei bignè (ふんわり大臣?, Funwari daijin). Fa amicizia con Nami, a cui spiega che, quando Laura abbandonò il matrimonio con il principe dei giganti Loki provarono a mettere lei al suo posto, ma il trucco non riuscì. Da quel momento in poi, a causa della sua somiglianza con Laura, Big Mom la tratta con disprezzo, arrivando a picchiarla duramente, avendole fatto perdere l'occasione di ottenere l'esercito dei giganti. Si rivela infine essere partecipe del complotto all'attentato di Big Mom orchestrato da Capone, non considerando più Big Mom sua madre e che la sua unica famiglia sono il marito e il figlio, tagliando ogni rapporto con lei. In seguito al fallito attentato, aiuta Sanji e Pudding a cucinare la torta per calmare l'imperatrice, per poi fuggire dall'arcipelago insieme alla ciurma del marito. Ricompare nelle miniavventure, dove riesce a ricongiungersi con la sorella Laura e col padre Pound. È doppiata in giapponese da Aya Hisakawa e in italiano da Jolanda Granato.

#### Charlotte Pudding
Charlotte Pudding (シャーロット・プリン?, Shārotto Purin) è la trentacinquesima figlia di Big Mom e la promessa sposa di Sanji, in base a un accordo stipulato tra sua madre e la famiglia Vinsmoke. All'apparenza sembra una ragazza dolce, innocente e gentile, ma in realtà è una farsa che serve a nascondere la stessa personalità crudele di sua madre. È un ibrido mezzo sangue appartenente alla tribù dei tre occhi (三つ目?, mitsume), per cui possiede un terzo occhio in mezzo alla fronte che tiene nascosto con la frangetta poiché da bambina, a causa del suo aspetto, è stata maltrattata dagli altri ragazzini e da Big Mom stessa, tanto da scoppiare in lacrime quando Sanji per la prima volta le fa un complimento riguardo ad esso. Dopo questo evento Pudding inizia a soffrire di una sorta di disturbo bipolare, oscillando tra il voler aiutare Sanji, del quale si è innamorata, e compagni e l'augurar loro la morte. Pudding ha mangiato il frutto Paramisha Memo Memo (メモメモの実?, Memo Memo no Mi), che le consente di manipolare la memoria altrui. Quando Rufy e compagni giungono all'arcipelago lei li indirizza verso Whole Cake, così da farli cadere in trappola. In seguito cattura e ferisce Reiju per testare le nuove armi create per uccidere i Vinsmoke, rivelandole il piano di Big Mom per poi cancellarle la memoria ma venendo udita, a sua insaputa, da Sanji stesso. Durante il matrimonio quest'ultimo le fa un complimento riguardante il suo terzo occhio e Pudding, commossa e ormai realmente innamorata del cuoco, non riesce a portare a termine il compito di ucciderlo. Dopo il fallimento del piano di Rufy e Bege si allea segretamente con loro, aiutandoli a fuggire all'insaputa della famiglia. Dopo la sconfitta di sua madre al Paese di Wa, Pudding viene rapita dai pirati di Barbanera. È doppiata in giapponese da Miyuki Sawashiro, Hōko Kuwashima (ep. 856-863) e in italiano da Giada Bonanomi.

#### Altri membri della famiglia Charlotte
- Charlotte Daifuku (シャーロット・ダイフク?, Shārotto Daifuku) è il terzo figlio di Big Mom e il Ministro dei fagiolini (豆大臣?, Mame daijin). Ha una taglia di 300 milioni di berry[60]. Si dimostra molto violento e spietato con i nemici e non esita a colpire sia verbalmente che fisicamente anche i membri della famiglia che crede inaffidabili o incapaci. Viene annoverato tra le figure di spicco della famiglia. Ha mangiato il frutto Paramisha Puff Puff (ホヤホヤの実?, Hoya Hoya no Mi), grazie al quale è in grado di fare uscire dal suo corpo un genio munito di alabarda in grado di combattere al suo posto. Durante la cerimonia affronta brevemente Sanji, e poi partecipa con la sua flotta all'inseguimento della ciurma. È doppiato in giapponese da Shunsuke Sakuya e in italiano da Jacopo Calatroni.
- Charlotte Oven (シャーロット・オーブン?, Shārotto Ōbun) è il quarto figlio di Big Mom e il Ministro della tostatura (こんがり大臣? Kongari daijin). È un uomo alto ed imponente, con il collo taurino, e viene ritenuto una delle figure di spicco della famiglia. Ha una taglia di 300 milioni di berry[60]. Come il fratello Daifuku, è molto violento e non ha alcuna pietà per i nemici, nemmeno se suoi consanguinei. Ha mangiato il frutto Paramisha Scotta Scotta (熱熱の実?, Netsu Netsu no Mi), il quale gli consente di raggiungere temperature elevatissime, cosa che sfrutta per rendere incandescenti gli oggetti toccati. Durante la cerimonia affronta Pedro, e poi in seguito si reca sull'isola di Cacao con un drappello di soldati. Cerca di uccidere Chiffon, ma viene fermato da Sanji e da Bege. In seguito, cerca di fermare la fuga di Rufy e Sanji dall'isola insieme ai suoi fratelli, ma viene ostacolato dai Vinsmoke e dai Pirati del Sole. È doppiato in giapponese da Masafumi Kimura e in italiano da Marco Balzarotti.
- Charlotte Opera (シャーロット・オペラ?, Shārotto Opera) è il quinto figlio di Big Mom e il Ministro della panna montata (生クリーム大臣?, Nama kurīmu daijin). È alto ed imponente ed ha il corpo totalmente ricoperto di panna, a causa del suo frutto del diavolo. Malgrado l'aspetto un po' ridicolo è una persona abbastanza crudele: non esita infatti a ricorrere alla tortura per estorcere informazioni da qualcuno (per esempio, tenta di colpire Nami con delle frecce per farsi rivelare la posizione di Charlotte Laura). Attacca Rufy insieme ai compagni di ciurma per vendicare Cracker. Una volta catturati Rufy e Nami, viene messo di guardia alla loro prigione ma è battuto con un solo attacco da Jinbe. Tenta di nascondere la fuga dei prigionieri, ma viene eliminato da Big Mom dopo il fallimento del ricevimento del tè[61]. Ha mangiato il frutto Paramisha Crema Crema (クリクリの実?, Kuri Kuri no Mi)[62] che gli consente di produrre e manipolare panna fresca dal suo corpo. Attraverso una tecnica chiamata "dolcezza" la crema è in grado di generare calore, bruciando così chiunque entri in contatto con essa. È doppiato in giapponese da Yoshihisa Kawahara e in italiano da Luca Sandri e Luigi Rosa.
- Charlotte Smoothie (シャーロット・スムージー?, Shārotto Sumūjī) è la quattordicesima figlia di Big Mom, la Ministra del succo (ジュース大臣?, Jūsu daijin) e una dei tre Generali dei dolci. Sulla sua testa pende una taglia di 932 milioni di berry[63]. È una donna molto alta con capelli bianchi ondulati e gambe molto lunghe. Pigra e spensierata, si comporta in modo indifferente ed accetta di aiutare i suoi compagni se non richiede uno sforzo eccessivo. Se però la situazione lo richiede, può mostrare un notevole senso della strategia. Partecipa al ricevimento del tè e in seguito, all'inseguimento della Sunny. Ha mangiato il frutto Paramisha Strizza Strizza (シボシボの実?, Shibo Shibo no Mi)[N 7][64] che l'ha resa una "donna-disidratazione": è in grado di disidratare persone e oggetti inanimati sia strizzandoli come se fossero dei panni che attraverso la sua spada e può utilizzare i loro liquidi in svariati modi. Può usare quest'abilità anche per rimuovere da sé stessa o da altre persone sostanze nocive come il veleno e può immagazzinare l'acqua che ruba nel proprio corpo, aumentandone le dimensioni, per utilizzarla poi in combattimento.[64]. È doppiata in giapponese da Masako Katsuki e in italiano da Stefania De Peppe
- Charlotte Mont d'Or (シャーロット・モンドール?, Shārotto Mondōru), detto "il bibliotecario" (書司?, Shoshi), è il diciannovesimo figlio di Big Mom e il Ministro del formaggio (チーズ大臣?, Chīzu daijin). Ha una taglia di 120 milioni di berry[60]. Tiene molto ai membri della sua famiglia e della ciurma di Big Mom, tanto da diventare spietato e vendicativo quando viene fatto loro del male. Attacca Rufy insieme ai compagni di ciurma per vendicare Cracker. Una volta catturati Rufy e Nami, utilizza i suoi poteri per intrappolarli all'interno del suo mondo dei libri. Partecipa al ricevimento del tè, dove cerca di uccidere i Vinsmoke. In seguito cerca di impedire la fuga degli avversari con i suoi fratelli. Ha mangiato il frutto Paramisha Book Book (ブクブクの実?, Buku Buku no Mi)[62] che gli permette di avere il controllo sui libri. Ha infatti la capacità di utilizzarli come punto di appoggio per volare e di creare l'illusione negli avversari di trovarsi dentro un libro. Può anche creare libri speciali, capaci di custodire al loro interno esseri viventi. È doppiato in giapponese da Atsushi Imaruoka e in italiano da Claudio Colombo.
- Pound (パウンド?, Paundo) è il venticinquesimo ex-marito di Big Mom e il padre di Laura e Chiffon. È stato cacciato da Big Mom dopo la nascita delle figlie, e si è infine semisotterrato nella Foresta della seduzione su Whole Cake Island. Rivela a Rufy e Nami i dettagli del potere di Big Mom e per questo viene quasi ucciso da Cracker, ma salvato da Rufy. In seguito, verrà gravemente ferito da Charlotte Oven dopo aver permesso la fuga di Bege e di sua figlia Chiffon, che riesce a vedere dopo tanti anni. Ricompare nelle miniavventure, dove a bordo di una nave arriva a Dressrosa dove viene curato dai nani, e riesce a ricongiungersi con le figlie. È doppiato in giapponese da Masami Kikuchi e in italiano da Matteo Brusamonti.

### Ciurma di Big Mom
I pirati di Big Mom (ビッグマム 賊 団?, Biggu Mamu kaizoku-dan) sono la ciurma capitanata da Charlotte Linlin. Essa raccoglie buona parte dei figli e figlie dell'imperatrice e dispone di vari alleati, dal momento che Big Mom è solita far sposare i propri figli e figlie con persone molto forti e influenti, per far sì che la loro intera famiglia o ciurma diventi sua sottoposta. Nella scala gerarchica, subito sotto di lei ci sono i Generali dei dolci (スイート 将星?, Suīto Shōsei), i primi ufficiali della ciurma. Tutti i ministri di Tottoland fanno parte della ciurma e alcuni di loro hanno il comando di una flotta di navi personali. I gradi dei combattenti della ciurma richiamano i pezzi degli scacchi. Mediante il matrimonio tra Aladin e Charlotte Praline, entrano così a far parte della ciurma i pirati del Sole. Nel corso dei due anni intercorrenti tra la prima e la seconda metà della storia, il territorio di Big Mom viene preso di mira dalle supernove Eustass Kidd, Scratchmen Apoo, Capone Bege e Urouge. Quest'ultimo riesce a sconfiggere Snack (スナック?, Sunakku), uno dei quattro generali dei dolci, per poi venire battuto da un altro di essi, Cracker; Kidd e Apoo vengono invece scacciati, mentre Capone decide di allearsi con l'Imperatrice, sposandone la figlia Chiffon e subordinando così i pirati Firetank alla ciurma di Big Mom. La nave ammiraglia della ciurma è la Queen Mama Chanter (クイーン・ママ・シャンテ号?, Kuīn Mama Shante-gō), una nave di dimensioni colossali dalla forma e dall'aspetto di un'enorme torta; tale nave è uno degli innumerevoli Homeys creati da Big Mom, essendo essa in grado di parlare e cantare.

#### Pekoms
Pekoms (ペコムズ?, Pekomuzu) è un visone di tipo leone. Nato su Zo, Pekoms crebbe come un delinquente. Un giorno abbandonò l'isola insieme a Pedro alla ricerca dei Poignee Griffe, i due diventarono pirati ed arrivarono a Tottoland, dove furono sconfitti. Successivamente Pekoms si unì ai pirati di Big Mom. Ha una taglia di 330 milioni di berry. Ha mangiato il frutto Zoo Zoo Tarta Tarta (カメカメの実?, Kame Kame no Mi), che gli permette di trasformarsi in una tartaruga con il guscio duro come il diamante, e possiede l'Ambizione dell'armatura. Come molti membri della ciurma di Big Mom, Pekoms è responsabile della riscossione dei pagamenti in caramelle dalle diverse isole sotto la protezione del suo capitano. Dopo avere riscosso il tesoro all'isola degli uomini-pesce insieme al compagno Tamago, atterra facilmente Caribou che aveva tentato di aggredirli. Si reca a Zo insieme a Capone Bege per catturare Sanji e Caesar Clown, tuttavia, grato ai pirati di Rufy per avere salvato i suoi simili dopo l'attacco di Jack, decide di contravvenire agli ordini di Big Mom e di tornare da lei con il solo scienziato e per questo viene colpito a tradimento da Capone. Rimasto in convalescenza sull'isola riceve la visita di Rufy, il quale gli chiede di portarlo al ricevimento del tè per riprendere Sanji. Tornato sull'isola, lascia un messaggio alla ciurma, consigliando loro di andarsene, per poi venire apparentemente giustiziato da Bege. Salvato dai Pirati del Sole, quando Pekoms racconta loro del piano di Bege per uccidere Big Mom, essi lo legano per impedire che possa dare l'allarme in quanto complici. Dopo essere stato liberato, si reca nel mondo degli specchi per aiutare Rufy a fuggire, per rendere omaggio al sacrificio di Pedro. È doppiato in giapponese da Nobuo Tobita e in italiano da Gianluca Iacono, Claudio Moneta (ep. 662).

#### Tamago
Tamago (タマゴ?), conosciuto anche come Barone Tamago (タマゴ男爵?, Tamago Danshaku, lett. "Barone Uovo"), è un pirata della ciurma di Big Mom appartenente alla tribù dei gambelunghe, con il rango di cavaliere. Sulla sua testa pende una taglia di 429 milioni di berry. È solito intercalare le sue frasi con parole francesi, tra cui bon, soir e s'il vous plait e sembra una persona piuttosto flemmatica. La forma del suo corpo ricorda quella di un uovo, traduzione del suo nome in giapponese. Tamago possiede i poteri del frutto Zoo Zoo Ovo Ovo (タマタマの実?, Tama Tama no Mi), che trasforma la sua composizione corporea in quello di un uovo. Quando Tamago viene colpito a morte, il suo corpo si rompe come il guscio di un uovo, facendo uscire da esso albume e tuorlo che dopo un breve lasso di tempo si evolvono in una forma ancora più forte. Durante lo scontro con Pedro, Tamago ha mostrato di potersi evolvere nel Visconte Pulcino (ヒヨコ子爵?, Hiyoko Shishaku) e nel Conte Pollo (ニワトリ伯爵?, Niwatori Hakushaku). Come molti dei pirati di Big Mom, è responsabile della riscossione dei pagamenti in caramelle dalle diverse isole sotto la protezione del suo capitano. Compare per la prima volta sull'isola degli uomini-pesce insieme a Pekoms per incassare il tesoro di Nettuno. Una volta che Rufy e il suo gruppo giunge su Whole Cake Island ha modo di scontrarsi di nuovo con Pedro, che cinque anni prima lo aveva ferito, venendo di nuovo sconfitto. È doppiato in giapponese da Mugihito e in italiano da Gabriele Calindri.

#### Altri membri dei pirati di Big Mom
- Streusen (シュトロイゼン?, Shutoroizen), detto "Il cavaliere gourmet" (美食騎士?, Bishoku kishi), è il capocuoco della ciurma di Big Mom. Ha mangiato il frutto Paramisha Cook Cook (ククククの実?, Kuku Kuku no Mi) che gli permette di trasformare gli oggetti in cibo. Sessantatré anni prima della narrazione, incontrò Linlin e rendendosi conto dell'incredibile forza della bambina dopo essere stato testimone di ciò che aveva fatto a Madre Carmel e ai suoi orfani, decise di aiutarla a divenire una piratessa. Organizza la preparazione della torta nuziale di Sanji e Pudding. Durante il crollo del castello trasforma quest'ultimo in una torta per limitare i danni, rimanendo però ferito gravemente nella caduta. È doppiato in giapponese da Haruhiko Jō e in italiano da Paolo Sesana.

## Kaido
Kaido (カイドウ?, Kaidō) è l'ultimo Imperatore a comparire in ordine cronologico. È soprannominato "Il signore degli animali" (百獣?, Hyakujū) poiché è il Governatore generale (総督?, Sōtoku) dei pirati delle Cento Bestie, un'enorme armata di possessori di Smile dei quali viene rifornito da Donquijote Do Flamingo fino a che non viene arrestato. Viene definito "la creatura più forte del mondo" in quanto, nonostante sia stato sconfitto sette volte, catturato dalla Marina e dai suoi nemici diciotto volte, abbia subito migliaia di torture e sia stato condannato a morte quaranta volte, è sempre sopravvissuto; per questo motivo è considerato immortale e lui stesso tenta continuamente e inutilmente di suicidarsi, tanto da farne il suo passatempo preferito. È un uomo di enormi dimensioni dotato di un fisico statuario, una folta capigliatura, lunghi baffi e un paio di grosse corna taurine. Avvezzo all'alcol, caratterialmente è spietato, sicuro di sé e insofferente verso le nuove generazioni rappresentate dalle Undici Supernove. Ha mangiato il frutto Zoo Zoo mitologico Woh Woh, modello Drago Azzurro (ウオウオの実 モデル 青龍?, Uo Uo no Mi, Moderu: Seiryū), che gli dà la capacità di trasformarsi, appunto, nel leggendario Drago Azzurro cinese; in battaglia combatte con un grande tetsubō ed è in grado di utilizzare l'Ambizione dell'armatura. La sua taglia ammonta a 4.611.100.000 berry. 
Combattente formidabile sin da giovanissimo, fu consegnato dal re del suo paese natale al Governo Mondiale come merce da scambio per ottenere un posto al Reverie. Fuggito, divenne in poco tempo un criminale ricercato; la sua forza venne notata da Rocks D. Xebec, che lo fece entrare nella sua ciurma all'età di quindici anni. A seguito di una delle numerose occasioni in cui venne catturato dalla Marina, venne usato come cavia per gli esperimenti del dottor Vegapunk, che prelevò il suo fattore di lignaggio per ricreare artificialmente il frutto mitologico in suo possesso. Più di vent'anni prima dell'inizio della storia corrente, costituita una propria ciurma, giunse nel Paese di Wa, dove si alleò con lo shōgun Kurozumi Orochi aiutandolo a consolidare il suo potere e sconfisse Gekko Moria annientandone completamente l'equipaggio. Quando il daimyō Kozuki Oden tornò dai suoi viaggi con Barbabianca e Gol D. Roger si mise contro i due tiranni arrivando infine ad uno scontro con l'Imperatore, a seguito del quale fu sconfitto, catturato e giustiziato. Durante i fatti di Impel Down tenta di bloccare Barbabianca all'entrata del Nuovo Mondo per farlo desistere dal proposito di soccorrere Portuguese D. Ace; il suo tentativo, tuttavia, fallisce a causa di Shanks, che lo affronta per permettere a Newgate di raggiungere Marineford. Compare per la prima volta subito dopo la sconfitta di Do Flamingo per mano di Trafalgar Law e Rufy: dopo essersi buttato da un'isola del cielo finisce ai piedi di Eustass Kidd, Basil Hawkins, Scratchmen Apoo e Killer. Con Apoo già sotto la sua protezione, propone agli altri tre di diventare anch'essi suoi alleati: mentre Hawkins accetta, Kidd e Killer sfidano l'Imperatore venendo brutalmente sconfitti e imprigionati. Tornato a Wa sconfigge con un solo colpo Rufy e lo imprigiona gettandolo nella stessa cella di Kidd; in seguito gli viene portata come prigioniera Big Mom in persona (giunta a Wa e catturata per un caso fortuito da Queen) con la quale inizia un violento scontro salvo poi allearsi momentaneamente con lei. Dopo aver annunciato il "Progetto Nuova Onigashima", volto a trasformare Wa in un paradiso per pirati, decapita Orochi, ormai inutile e ostile, venendo aggredito subito dopo da un agguato dei Nove Foderi Rossi, che riesce a sconfiggere dopo un lungo combattimento. Attaccato poi da Rufy, Roronoa Zoro, Killer, Kidd e Law li affronta assieme a Big Mom; dopo che i cinque riescono a separarli Kaido si trova ad affrontare da solo Rufy: nonostante una vittoria iniziale, viene affrontato dalla figlia Yamato e, in seguito, tornato Rufy, viene sconfitto dopo che questi risveglia il suo frutto del diavolo. È doppiato in giapponese da Tesshō Genda e in italiano da Francesco Rizzi.

### Yamato
Yamato (ヤマト?) è la figlia di Kaido, al quale però è completamente avversa. Ha mangiato il frutto Zoo Zoo mitologico Dog Dog, modello Ookuchi no Makami (イヌイヌの実 モデル 大口真神?, Inu Inu no Mi Moderu Ōkuchi no Makami), che le consente di trasformarsi nell'omonimo lupo mitologico giapponese. Da bambina è rimasta fortemente influenzata dalla storia e dalle imprese di Kozuki Oden e la sua valorosa morte nonché il ritrovamento delle sue memorie la convinsero a prendere su di sé l'eredità spirituale del leggendario daimyō, cominciando ad impersonarlo fino al punto di definirsi un uomo per identificarsi appieno in lui. A causa della sua idolatria verso Oden e dell'odio verso il padre le vennero messe delle manette esplosive che la tennero prigioniera su Onigashima fino all'incontro, vent'anni dopo, con Monkey D. Rufy. Alleatasi con lui (anche in virtù dell'aver conosciuto suo fratello Portuguese D. Ace in passato) al fine di salvare Kozuki Momonosuke, si ribella definitivamente a Kaido e alla sua ciurma, affrontandolo anche in combattimento per coprire le spalle a Rufy, temporaneamente neutralizzato dall'Imperatore. In seguito sostiene Momonosuke nel suo tentativo di impedire a Onigashima di schiantarsi sulla Capitale fiorita; dopo la sconfitta di Kaido e Big Mom, presenta ai compagni di Rufy la sua proposta di entrare nella loro ciurma salvo poi ritirarla a seguito dell'attacco dell'ammiraglio Ryokugyu, decidendo di restare a Wa per aiutare Momonosuke a proteggerla dagli invasori. È doppiata da Saori Hayami.

### Pirati delle Cento Bestie
I pirati delle Cento Bestie (百獣海賊団?, Hyakujū kaizoku-dan) sono la ciurma capitanata da Kaido. Essa è organizzata secondo una struttura piramidale, ma i rapporti tra i suoi membri non sono amichevoli poiché, a seconda delle abilità e capacità dimostrate, sovente viene data loro la possibilità di scalare l'organigramma. Subito sotto del capitano, vi sono i tre membri più potenti, le Star di prima classe (大看板?, Ōkanban), denominati Flagelli (災害?, Saigai); al di sotto di questi ci sono i Sei Compagni Volanti, che risultano i più forti delle cosiddette Star (真打?, Shin'uchi), gli ufficiali della ciurma, tra le quali c'è Basil Hawkins. Le Star comandano le divisioni dei Gifters (ギフターズ?, Gifutāzu), ovvero i possessori di frutti del diavolo Zoo Zoo artificiali (almeno cinquecento uomini), dei Waiters (ウェイターズ?, Weitāzu), ossia coloro che sono in attesa di mangiare un frutto, e dei Pleasures (プレジャーズ?, Purejāzu), ossia quelli che hanno mangiato uno Smile difettoso e che quindi sorridono in continuazione; vi sono poi i Numbers (ナンバーズ?, Nanbāzu), dieci colossali creature dall'aspetto demoniaco, i quali sono il frutto di esperimenti per ricreare gli antichi giganti condotti su Punk Hazard. La ciurma può contare inoltre sull'appoggio di numerose ciurme subordinate che costituiscono la flotta delle Cento Bestie: tra queste ci sono i pirati di Drake, i Pirati On Air, i pirati di Hawkins e la ciurma di Scotch.

#### King
King (キング?, Kingu), il cui vero nome è Alber (アルベル?, Aruberu), è una Star di prima classe dei pirati delle Cento Bestie, ed è, in quanto tale, uno dei tre Flagelli, noto come "L'incendio" (火災?, Kasai); ha una taglia di 1.390.000.000 berry. Porta una spada appesa al fianco destro e ha mangiato il frutto Zoo Zoo ancestrale Dino Dino, modello pteranodonte (リュウリュウの実 モデル プテラノドン?, Ryū Ryū no Mi, Moderu Puteranodon), che gli dà la capacità di trasformarsi appunto in uno pteranodonte. Appartiene alla pressoché estinta razza dei lunaria e, dato l'interesse del Governo mondiale verso tale specie, cela alcune delle proprie caratteristiche fisiche (carnagione scura e capelli argentati) mediante completi e maschere in pelle nera: in passato, infatti, per via di alcune capacità proprie dei lunaria, quali creazione e manipolazione del fuoco, oltre che una straordinaria capacità di adattamento ambientale, Alber fu oggetto di esperimenti da parte del Governo e in tale occasione conobbe Kaido, anch'egli sua cavia, con cui fuggì, divenendone il braccio destro e primo elemento della sua ciurma. Attacca la nave di Big Mom giunta a Wa impedendo alla ciurma nemica di entrare nel paese e nello stesso tempo fa cadere in acqua l'Imperatrice. Quando i samurai e le ciurme di Rufy, Kidd e Law ingaggiano battaglia contro i pirati delle Cento Bestie, King e Queen vengono fronteggiati da Marco, il quale riesce a tenere testa ad entrambi da solo. King viene poi affrontato singolarmente da Zoro, uscendone sconfitto. È doppiato da Makoto Tamura.

#### Queen
Queen (クイーン?, Kuīn), il cui vero nome è Scien (サイエン?, Saien), è una Star di prima classe dei pirati delle Cento Bestie, ed è, in quanto tale, uno dei tre Flagelli. È noto come "L'epidemia" (疫災?, Ekisai), e ha una taglia di 1.320.000.000 berry. Ha mangiato il frutto Zoo Zoo ancestrale Dino Dino, modello brachiosauro (リュウリュウの実 モデル ブラキオサウルス?, Ryū Ryū no Mi Moderu Burakiosaurusu), che gli consente di trasformarsi appunto in un brachiosauro. È un uomo alto e obeso con una lunga treccia di capelli, lunghi baffi e il jolly roger della ciurma tatuato sul braccio destro; è un cyborg, poiché presenta una serie di componenti robotiche nel proprio corpo, che utilizza maggiormente in combinazione col suo frutto del diavolo; le sue conoscenze nel campo scientifico lo rendono un abilissimo inventore di armi e dispositivi batteriologici e virali, motivo del suo soprannome. Queste sue nozioni sono dovute all'aver fatto parte, in passato, dell'unità scientifica illegale MADS (MADS?, Mazzu), di cui facevano parte anche Vegapunk, Vinsmoke Judge e Caesar Clown. Ama dare spettacolo e mettersi in mostra con i suoi sottoposti e a lui è affidato il compito di sottomettere gli internati della prigione di Udon per farli diventare seguaci di Kaido anche grazie a lunghe e logoranti torture: tenta invano di fare ciò anche con Rufy ma viene interrotto dall'irruzione di Big Mom la quale, giunta priva di memoria a Udon in cerca di cibo, lo atterra in brevissimo tempo; per un caso fortuito, l'Imperatrice perde i sensi e Queen ha di conseguenza modo di catturarla e portarla su Onigashima direttamente presso Kaido. Nel corso della seguente battaglia sull'isola, infetta sia nemici sia alleati con uno dei suoi virus, il quale viene neutralizzato da TonyTony Chopper, che lo affronta per poi essere sostituito, nella lotta, da Sanji, venendo sconfitto da quest'ultimo. È doppiato da Hiroki Takahashi.

#### Jack
Jack (ジャック?, Jakku) è una Star di prima classe dei pirati delle Cento Bestie, ed è, in quanto tale, uno dei tre Flagelli. È noto come "La siccità" (旱害?, Kangai); su di lui pende una taglia di 1 miliardo di berry. È un uomo-pesce di tipo cernia gigante. L'appellativo "siccità" è dovuto alla lunga scia di morte e distruzione che si lascia dietro ovunque vada, a causa della sua incredibile ferocia. Ha mangiato il frutto Zoo Zoo ancestrale Ele Ele, modello mammuth (ゾウゾウの実 モデルマンモス?, Zou Zou no Mi, Moderu Manmosu), che gli consente di trasformarsi appunto in un mammut; in virtù di ciò è capitano di una nave chiamata Mammoth (マンモス号?, Manmosu-gō). Come armi brandisce due shotel che usa quando è in forma umana e che altrimenti porta attorno al collo come fossero zanne. Giunto a Zo con la sua ciurma in cerca di Raizo devasta il Paese utilizzando un'arma di distruzione di massa a gas ideata da Caesar Clown dopo cinque giorni ininterrotti di scontri; in seguito tortura gli abitanti per farsi rivelare la posizione del samurai, senza tuttavia ottenere il suo scopo. Saputo della sconfitta di Do Flamingo si reca a salvare l'ex membro della Flotta dei Sette attaccando le navi della Marina che lo stavano scortando a Impel Down; malgrado la presenza dell'ex grand'ammiraglio Sengoku, dell'ammiraglio Fujitora e di tre viceammiragli, riesce comunque ad affondare due vascelli ma viene infine sconfitto e dato per disperso in mare. Sopravvissuto, decide di tornare a Zo con l'obiettivo di abbattere Zunisha, l'enorme elefante sul cui dorso si trova l'isola, in modo da sterminare la tribù dei visoni; la gigantesca bestia, tuttavia, spazza via lui e le sue navi dopo aver chiesto e ottenuto il permesso di Kozuki Momonosuke. Jack sopravvive ancora e raggiunge poi Wa per occuparsi di Rufy, dove però viene rimproverato da King e Queen. In seguito, durante la battaglia di Onigashima, si schiera coi suoi uomini a fianco del suo capitano per dargli manforte nel combattere i Nove Foderi Rossi e i visoni nelle loro forme potenziate sulong, riuscendo a decimarli ma venendo sconfitto da Cane-tempesta e Gatto-vipera. Riuscito a riprendersi, egli tenta un ultimo assalto contro i Foderi Rossi, ma viene definitivamente neutralizzato dopo un breve duello da Cane-tempesta. È doppiato in giapponese da Kenji Nomura e in italiano da Alessandro Conte.

#### Compagni Volanti
I Sei Compagni Volanti (飛び六胞?, Tobi Roppō) sono le Star più forti all'interno dell'organigramma della ciurma; di essi, nel corso dei due anni intercorrenti tra la prima e la seconda parte della storia, entra a far parte X Drake. Data la loro notevole forza, occasionalmente, viene data loro l'occasione di sfidare i tre Flagelli per usurparne la posizione, motivo per cui non sono in buoni rapporti coi tre.
- Page One (ページワン?, Pējiwan) è il fratello minore di Ulti, nonché il più giovane dei Compagni Volanti, con una taglia di 290 milioni di berry. Ha mangiato il frutto Zoo Zoo ancestrale Dino Dino, modello spinosauro (リュウリュウの実 モデル スピノサウルス?, Ryū Ryū no Mi, Moderu Supinosaurusu), che gli dà la capacità di trasformarsi, appunto, in uno spinosauro. È un ragazzo dal carattere violento, tuttavia, verso i suoi parigrado ha un atteggiamento più mite. Insieme a Drake, viene mandato a punire Sanji per aver attaccato alcuni membri della yakuza, ma viene sconfitto. Ricompare in seguito ad Onigashima con i suoi compagni, e nella battaglia sull'isola fa coppia con la sorella attaccando prima Monkey D. Rufy e poi Usop e Nami, venendo poi colto di sorpresa e neutralizzato da Big Mom. È doppiato da Yutaka Aoyama.
- Ulti (うるティ?, Uruti) è una giovane donna che fa parte dei Compagni Volanti ed è la sorella maggiore di Page One; sulla sua testa pende una taglia di 400 milioni di berry. Ha mangiato il frutto Zoo Zoo ancestrale Dino Dino, modello pachicefalosauro (リュウリュウの実 モデル パキケファロサウルス?, Ryū Ryū no Mi Moderu Pakikefarosaurusu), che le dà la capacità di trasformarsi, appunto, in un pachicefalosauro. Ha un carattere molto instabile, poiché alterna momenti in cui è infantile ad altri in cui è altezzosa è sfrontata ed altri ancora in cui è aggressiva e violenta. Si dimostra sempre iperprotettiva nei confronti del fratello, con il quale, durante la battaglia su Onigashima, attacca prima Monkey D. Rufy, venendo fermata da Yamato, e poi Usop e Nami, per essere infine ferita da Big Mom e neutralizzata da Nami stessa. È doppiata da Tomoyo Kurosawa.
- Who's Who (フーズ・フー?, Fūzu Fū) è uno dei Compagni Volanti, con una taglia di 546 milioni di berry. Ha mangiato il frutto Zoo Zoo ancestrale Felis Felis, modello smilodonte (ネコネコの実 モデル サーベルタイガー?, Neko Neko no Mi Moderu Sāberutaigā), che gli dà la capacità di trasformarsi, appunto, in una tigre dai denti a sciabola. In passato era un membro del CP9 e veniva considerato pari a Rob Lucci; dieci anni prima dell'inizio della narrazione, gli era stato affidato il compito di scortare il frutto Gom Gom presso il Governo; il frutto fu tuttavia trafugato da Shanks ed egli venne punito con l'incarcerazione. Riuscì, però, a fuggire, divenendo dapprima un capitano pirata e unendosi, in seguito, alla ciurma di Kaido. Pur desiderando diventare una Star di prima classe, si dimostra più riflessivo e collaborativo verso i tre Flagelli rispetto agli altri Compagni Volanti. Durante la battaglia su Onigashima si batte con Jinbe, spiegando la sua personale ostilità verso Luffy (e di riflesso ogni membro della sua ciurma), e uscendone sconfitto. È doppiato da Hirofumi Nojima. Nelle mini-avventure di Yamato si scopre che è sopravvissuto.
- Black Maria (ブラックマリア?, Burakku Maria) è una bellissima donna di enormi dimensioni che fa parte dei Compagni Volanti; ha sulla testa una taglia di 480 milioni di berry. Ha mangiato il frutto Zoo Zoo ancestrale Ragno Ragno, modello rosamygale grauvogeli (クモクモの実 モデル ロサミガレ・グラウボゲリィ?, Kumo Kumo no Mi Moderu Rosamigare Guraubogeryi), che le dà la capacità di trasformarsi, appunto, nel tipo di ragno estinto rosamygale grauvogeli. Ha un modo di porsi a tratti civettuolo e a tratti sadico, fuma spesso una pipa adatta alle sue dimensioni e gestisce un lupanare su Onigashima. Durante la battaglia sull'isola, attrae Sanji in una trappola, riuscendo a catturarlo sfruttando la sua debolezza verso le donne, per poi venire affrontata da Nico Robin e Brook, accorsi per aiutare il compagno, ed essere sconfitta infine dall'archeologa. È doppiata da Yū Kobayashi.
- Sasaki (ササキ?) è uno dei Compagni Volanti, e un uomo-pesce di tipo pesce unicorno blu[24]. Sulla sua testa pende una taglia di 472 milioni di berry. Ha mangiato il frutto Zoo Zoo ancestrale Dino Dino, modello triceratopo (リュウリュウの実 モデル トリケラトプス?, Ryū Ryū no Mi Moderu Torikeratopusu), che gli dà la capacità di trasformarsi, appunto, in un triceratopo, e combatte usando una spada. In passato era un capitano pirata e desidera diventare una Star di prima classe, dimostrandosi litigioso sia con i tre Flagelli sia con gli altri Compagni Volanti (specialmente con Page One). Ingannato e imprigionato da Denjiro prima della battaglia di Onigashima, una volta liberatosi si mette alla ricerca di Momonosuke, venendo ostacolato prima da Yamato e in seguito da Franky, che lo sconfigge. È doppiato da Volcano Ōta.

#### Altri membri dei pirati delle Cento Bestie
- Holdem (ホールデム?, Hōrudemu) è una delle Star dei pirati delle Cento Bestie, facente parte dei Gifters che ha mangiato uno Smile che gli permette di avere la testa, le zampe e la coda di un leone sullo stomaco chiamato Kamijiro, il quale ha una volontà a sé ed è in grado di sputare fuoco. Manda i suoi sottoposti a rapire O-Tama, ritenendo che la sua abilità possa essergli utile, ma viene facilmente sconfitto da Rufy. È doppiato da Tsuyoshi Koyama
- Speed (スピード?, Supīdo) è una ragazza membro dei Gifters che ha mangiato il frutto Smile del cavallo: la natura instabile del frutto artificiale le dà una forma intermedia, con testa, busto e braccia umane e gambe equine, similmente a un centauro. Addetta alla riscossione dei viveri dal distretto di Kuri, viene addomesticata da O-Tama. Incaricata da Rufy di proteggere la bambina, viene intercettata da Kaido: nonostante provi a contrastarlo viene pesantemente sconfitta. È doppiata da Satomi Satō.

## Marshall D. Teach
Marshall D. Teach (マーシャル・D・ティーチ?, Māsharu Dī Tīchi), meglio noto come Barbanera (黒ひげ?, Kurohige), è uno degli antagonisti principali dell'opera. Scaltro e ambizioso, ha servito come sottoposto di Barbabianca per diversi anni fino a quando è in grado di mettere le mani sul frutto Rogia Dark Dark, che gli permette di risucchiare ogni cosa presente nelle vicinanze, compreso, tramite contatto fisico e per un periodo limitato, i poteri degli altri frutti del diavolo, rendendo anche i corpi dei possessori degli altri Rogia tangibili. Questo grande potere è bilanciato dal fatto che, a differenza degli altri frutti della categoria Rogia, il Dark Dark non conferisce l'intangibilità e Barbanera è pertanto vulnerabile ai colpi avversari ancora più di quanto lo sarebbe un uomo comune; tuttavia il frutto del diavolo gli permette di assorbire le ferite e il dolore e ciò, unito al fatto che può vantare una resistenza fisica sovrumana, gli permette di compensare questo punto debole. Teach viene ammesso nella Flotta dei Sette in sostituzione di Crocodile dopo aver sconfitto e catturato Ace; dimessosi da questa carica, interviene nella battaglia di Marineford per uccidere Barbabianca e appropriarsi e ingerire, con metodi non chiari, il suo frutto del diavolo: il Paramisha Gura Gura. Prende quindi il posto di Newgate come uno dei Quattro Imperatori.

### Ciurma di Barbanera
I pirati di Barbanera (黒ひげ海賊団?, Kurohige kaizoku-dan) sono la ciurma di Teach. Appare per la prima volta a Jaya, dove Barbanera scopre la taglia di Rufy e decide di catturarlo per assicurarsi l'ingresso nella Flotta dei Sette: i pirati inseguono quindi la ciurma di Cappello di paglia, ma sono fermati prima dalla Knock Up Stream e poi da Ace. Catturatolo e ottenuto il loro scopo per altra via, lasciano quindi perdere Rufy. Inizialmente limitata a pochi elementi, la ciurma si amplia con l'incursione di Barbanera a Impel Down, dove libera un numero di pericolosi criminali che vanno ad ampliare le sue file, incluso l'ex capo carceriere Shiryu che, in seguito, diventa comandante della sua seconda flotta. Dopo l'intervento della ciurma a Marineford e l'uccisione di Barbabianca ad opera di Barbanera, Teach va a sostituire proprio Newgate come uno dei Quattro Imperatori e la sua ciurma si allarga, andando a formare una flotta composta da dieci divisioni comandate da altrettanti sottoposti di Teach noti come "Dieci titanici comandanti" (10人の巨漢船?, Jū-nin no Kyokan Senchō) e divenendo una delle più importanti e potenti del Nuovo Mondo. Ora la nave principale della ciurma, su cui alloggia e si sposta il capitano, è la Saber of Xebec (サーベル オブ ジーベック号?, Sāberu Obu Jībekku-gō). Nel corso dei due anni intercorrenti tra la prima e la seconda parte della storia, l'ex ammiraglio della Marina Aokiji entra a far parte della ciurma, divenendone anche il comandante della decima flotta. Dopo i fatti di Dressrosa, la ciurma di Teach rintraccia la base dell'armata rivoluzionaria e Baltigo, costringendola a fuggire e a riparare a Kamabakka.

#### Jesus Burgess
Jesus Burgess (バージェス ジーザス?, Jīzasu Bājesu) è il timoniere della ciurma nonché comandante della prima flotta dei pirati di Barbanera. È soprannominato "Champion" (チャンピオン?, Chanpion): dotato di grande forza fisica, ha un temperamento impulsivo e focoso, ama lottare ed è sempre alla ricerca di nuovi avversari da sfidare. Nascondendosi dietro lo pseudonimo di Mr. Store (Mr.ストア?, Misutā Sutoa) partecipa al Colosseo di Dressrosa per aggiudicarsi il frutto Foco Foco: dopo aver facilmente sconfitto tutti i combattenti del blocco A, accede alle finali della competizione dove si scontra con Sabo, travestito da Lucy, che riesce a tenergli abilmente testa. Dopo che quest'ultimo mangia il frutto Foco Foco e distrugge l'intera arena, Burgess finisce nel porto commerciale sotterraneo; in seguito, durante lo scontro tra Do Flamingo e Rufy, cerca di uccidere quest'ultimo per sottrargli il frutto del diavolo ma viene fermato da Sabo, che lo sconfigge dopo un breve combattimento. Gravemente ferito, riesce a nascondersi nella sentina della nave dei rivoluzionari e raggiungere Baltigo, dove contatta Lafitte e Shiryu chiedendo loro di venirlo a prendere usando la Vivre card. Ai tempi della guerra di Marineford la sua taglia ammontava a 20 milioni di berry Dopo gli eventi di Dressrosa, entra in possesso del frutto Paramisha Forza Forza (リキリキの実?, Riki Riki no Mi), che aumenta la sua già enorme forza a livelli mostruosi. È doppiato in giapponese da Tetsu Inada e in italiano da Mario Scarabelli (ep. 146-152), Pietro Ubaldi (ep. 325), Andrea Bolognini (ep. 444, 452), Sergio Romanò (ep. 446), Marco Pagani (ep. 486-488), Luca Ghignone (ep. 513), Massimiliano Lotti (ep. 634-679) e Marco Panzanaro (ep. 727+).

#### Lafitte
Lafitte (ラフィット?, Rafitto) è il navigatore della ciurma nonché il comandante della quinta flotta dei pirati di Barbanera. È solito ballare il tip-tap in ogni situazione e sembra essere velocissimo; dimostra inoltre di saper trasformare le braccia in ali e di possedere capacità ipnotiche. Appare per la prima volta a Marijoa, alla riunione della Flotta dei Sette col Governo mondiale convocata per discutere della sostituzione di Crocodile, per presentare la candidatura del suo capitano. Tsuru afferma che un tempo Lafitte era un rispettabile agente di polizia del Mare Occidentale e che divenne un pirata perché fu cacciato dalle forze dell'ordine a causa dei suoi metodi poco ortodossi e della violenza che usava: per questo motivo è noto anche come "Lo sceriffo diabolico" (鬼保安官?, Oni hoankan). Ai tempi della guerra di Marineford la sua taglia ammontava a 42.200.000 berry. È doppiato in giapponese da Taiki Matsuno e in italiano da Diego Sabre (ep. 151), Gianmarco Ceconi (ep. 325), Francesco Orlando (ep. 446), Gabriele Marchingiglio (ep. 485-486), Maurizio Merluzzo (ep. 513), Luigi Rosa (ep. 752).

#### Van Ooger
Van Ooger (ヴァン･オーガー?, Ban Ōgā): soprannominato "Ultrasuono" (音越?, Otogoe) è il cecchino della ciurma e comandante della terza divisione della flotta. È dotato di una mira infallibile; come arma utilizza un fucile simile ad uno schioppo dotato di mirino chiamato Senriku (千陸?, Senriku) e ha mangiato il frutto Paramisha Warp Warp (ワプワプの実?, Wapu Wapu no Mi), che gli permette di teletrasportare se stesso o le altre persone. Appare calmo e razionale anche durante il combattimento e, dalle sue battute, sembra essere una sorta di filosofo della banda, dedito a riflessioni sul destino. La sua taglia ai tempi della guerra di Marineford ammontava a 64 milioni di berry. È doppiato in giapponese da Masaya Takatsuka e in italiano da Silvio Pandolfi (ep. 146), Claudio Moneta (ep. 325), Massimo Di Benedetto (ep. 446-447), Alessandro Zurla (ep. 452) e Mattia Bressan (ep. 513).

#### Doc Q
Doc Q (ドクQ?, Doku Kyū), soprannominato "Dottor morte" (死神?, Shinigami), è il medico della ciurma e il comandante della nona divisione della flotta. Ha mangiato il frutto Paramisha Sick Sick (シクシクの実?, Shiku Shiku no Mi), che gli permette di infettare le persone con diverse malattie. Lui e il suo cavallo Stronger (ストロンガー?, Sutorongā) (dotato del frutto Zoo Zoo mitologico Ippo Ippo modello Pegaso (ウマウマの実 モデル ペガサス?, Uma Uma no Mi, Moderu Pegasasu)) sono alquanto malaticci e deboli, tanto da sputare sangue dalla bocca e cadere senza motivo a terra anche in momenti qualsiasi. Il suo passatempo preferito è regalare mele esplosive alla gente per scoprire chi sia a salvarsi e chi a morire e a Mock Town ne offre una anche a Rufy dopo che quest'ultimo, insieme a Zoro e Nami, lo aveva aiutato a rialzarsi col suo cavallo: la mela era una delle poche non esplosive e il dottore si compiace dicendo a Rufy che è molto fortunato. Come arma usa una grossa falce a doppia lama, che porta dietro la schiena avvolta da uno spesso tessuto. La sua taglia ai tempi della guerra di Marineford ammontava a 72 milioni di berry. È doppiato in giapponese da Naoya Uchida e in italiano da Enrico Bertorelli (ep. 146-151), Gianluca Iacono.(ep. 325), Sergio Romanò (ep. 446-452), Davide Fumagalli (ep. 513). 

#### Altri membri della ciurma di Barbanera
- Katarina Devon (カタリーナ・デボン?, Katarīna Debon) è la comandante della sesta flotta dei pirati di Barbanera nonché unica donna del gruppo. È una dei tre prigionieri leggendari citati da Ivankov a Impel Down e in seguito liberati da Barbanera. A detta di Iva è la più pericolosa donna pirata mai rinchiusa nella prigione ed era nota per dare la caccia e decapitare donne che considerava bellissime per aggiungerle alla sua collezione; da qui il suo soprannome "La cacciatrice della luna crescente" (若月狩り?, Mikazuki-gari)[93]. Possiede i poteri del frutto Zoo Zoo mitologico Dog Dog, modello volpe a nove code (イヌイヌの実 モデル 九尾の狐?, Inu Inu no Mi, Moderu Kyūbi no Kitsune), che le permette di trasformarsi in tale animale e di assumere le sembianze di altre persone.[98]. È doppiata in giapponese da Kimiko Saitō e in italiano da Jenny De Cesarei, Caterina Rochira (ep. 513).
- Vasco Shot (バスコ・ショット?, Basuko Shotto) è il comandante dell'ottava flotta dei pirati di Barbanera. È uno dei tre prigionieri leggendari citati da Ivankov a Impel Down e in seguito liberati da Barbanera. È visto spesso bere smodatamente, motivo per cui ha un'espressione perennemente ubriaca ed è soprannominato "Il grande bevitore" (大酒?, Ōzake), anche a causa dell'aver ingerito il frutto del diavolo Glu Glu (ガブガブの実?, Gabu Gabu no mi)[N 11][99], che l'ha reso un "uomo alcolico". È doppiato da Naoki Tatsuta.
- San Juan Wolf (サンファン・ウルフ?, Sanfan Urufu) è il comandante della settima flotta dei pirati di Barbanera. È uno dei tre prigionieri leggendari citati da Ivankov a Impel Down e in seguito liberati da Barbanera. È un gigante che ha mangiato il frutto del diavolo Giga Giga (デカデカの実?, Deka Deka no mi)[N 12][99] che gli permette di aumentare le sue già grandi dimensioni fino all'altezza di 180 metri[93]: a causa di ciò è soprannominato "La corazzata gigante" (巨大戦艦?, Kyodai senkan). Ha un aspetto quasi inoffensivo, ma come per gli altri prigionieri liberati da Barbanera viene definito autore di crimini efferati e cruenti. È doppiato in giapponese da Kenichi Ono e in italiano da Marco Pagani (ep. 484) e Francesco Orlando (ep. 513).
- Avalo Pizarro (アバロ・ピサロ?, Abaro Pisaro) è il comandante della quarta flotta dei pirati di Barbanera, che ha liberato dal sesto livello della prigione di Impel Down. Possiede i poteri del frutto Isle Isle (シマシマの実?, Shima Shima no mi), che gli consente di fondere il proprio corpo con un qualsiasi elemento ambientale di un'isola, sia esso naturale o artificiale[99]. Viene riconosciuto dai Marine come uno dei peggiori criminali della storia ed è soprannominato "Il re corrotto" (悪政王?, Akusei-ō) perché un tempo era il sovrano di un regno del Mare Settentrionale da cui fu spodestato e incarcerato per i suoi metodi eccessivamente corrotti e brutali[93]. È doppiato in giapponese da Kazunari Tanaka, Masaya Takatsuka (ep. 917+) e in italiano da Roberto Accornero.